# 大東亜建設審議会
大東亜建設審議会（だいとうあけんせつしんぎかい）とは、大東亜戦争（太平洋戦争）の開戦前に、日本が大義名分として掲げた大東亜共栄圏建設の具体的内容について審議するために、1942年に設置された審議会である。

## 概要
大東亜共栄圏の建設という大義名分自体は1940年ごろから盛んに喧伝されていたものの、その具体的内容については1941年12月8日の太平洋戦争開戦に至ってもまだ正式な決定がなされていない状況であった。そのためこれらの点についての具体的審議を進めるために、1942年2月に内閣総理大臣の監督に属するものとして、大東亜建設審議会が設置されることになった。
この審議会は東條英機総理大臣を総裁とし、閣僚経験者や財界の有力者が参加するなど大規模なものであり、広範な内容について、おもに1942年から1943年にかけて集中的な審議を行った。
審議会では企画院と商工省の対立が激しくなったことで計画の調整がつかなかったが、実施段階で問題が起きることを認識しながら曖昧な内容の決定を行った。計画が曖昧なことから軍部との調整もつけられず、資源輸送に使う大型船舶を取り合う事態となった。戦線が拡大すると軍による船舶の徴用が進んだため、限られた船舶を使った資源輸送に終始した。

## 大東亜建設審議会官制
大東亜建設審議会は、1942年2月21日に公布された以下の官制に基づいて設置された。
第1条 大東亜建設審議会は内閣総理大臣の監督に属し其の諮問に応じて大東亜建設に関する重要事項(軍事及外交に関するものを除く)を調査審議す
大東亜建設審議会は前項の事項に付内閣総理大臣に建議することを得
第2条 大東亜建設審議会は総裁1人及委員40人以内〔5月25日に50人以内に改正〕を以て之を組織す
第3条 総裁は内閣総理大臣を以て之に充つ
委員は学識経験ある者の中より之を勅命す
第4条 委員の任期は2年とす但し特別の事由ある場合に於ては任期中之を解任することを得
第5条 総裁は会務を総理す
総裁事故あるときは内閣総理大臣の指名する国務大臣其の職務を代理す
第6条 内閣総理大臣は必要に依り大東亜建設審議会に部会を置き其の所掌事項を分掌せしむることを得
部会に部会長を置く部会長は内閣総理大臣の指名する国務大臣を以て之に充つ
部会に属すべき委員は総裁之を指名す
第7条 国務大臣は随時会議に出席して意見を開陳することを得
第8条 内閣総理大臣必要ありと認むるときは専門委員其の他適当と認むる者をして会議に出席し意見を開陳せしむることを得
第9条 大東亜建設審議会に専門の事項を調査せしむる為専門委員を置くことを得
専門委員は内閣総理大臣の奏請に依り関係各庁高等官又は学識経験ある者の中より内閣に於て之を命ず
専門委員は当該専門の事項に関する調査終了したるときは退任す
第10条 大東亜建設審議会に幹事長、幹事及幹事補佐を置く
幹事長は企画院総裁を以て之に充つ
幹事は内閣総理大臣の奏請に依り関係各庁高等官及学識経験ある者の中より内閣に於て之を命ず
幹事補佐は内閣総理大臣の奏請に依り関係各庁高等官の中より内閣に於て之を命ず
幹事長、幹事及幹事補佐は上司の命を承け会議事項に付調査及立案を掌る
第11条 大東亜建設審議会の庶務は企画院之を掌る
幹事補佐は前項の庶務に参与す
第12条 本令に定むるものの外大東亜建設審議会に関し必要なる事項は内閣総理大臣之を定む
附則
本令は公布の日より之を施行す
理由
大東亜建設に関する総合的企画及之が遂行に関する国家総力発揮の完璧を期せんが為大東亜建設審議会を設置するの要あるに依る

## おもな参加者
この審議会には、以下のような人物が参加していた。
- 総裁・第1部会長：東條英機総理大臣
- 幹事長・第4部会長：鈴木貞一企画院総裁
- 第2部会長：橋田邦彦文部大臣
- 第3部会長：小泉親彦厚生大臣
- 第5・第9部会長：岸信介商工大臣
- 第6・第10部会長：井野碩哉農林大臣
- 第7部会長：賀屋興宣大蔵大臣
- 第8部会長：寺島健逓信大臣
- 幹事長(2代目)・第11部会長：青木一男大東亜大臣

委員
- 町田忠治
- 有田八郎
- 前田米蔵
- 井上幾太郎
- 小林躋造
- 阿部信行
- 小磯国昭
- 高橋三吉
- 児玉秀雄
- 勝田主計
- 安達謙蔵
- 大村卓一
- 田中都吉
- 後藤文夫
- 小原直
- 山崎達之輔
- 桜内幸雄
- 伍堂卓雄
- 細川護立
- 徳富猪一郎
- 大河内正敏
- 橋本圭三郎
- 久原房之助
- 白鳥敏夫
- 平生釟三郎
- 中島知久平
- 石渡荘太郎
- 藤原銀次郎
- 石黒忠篤
- 結城豊太郎
- 伊藤文吉
- 大谷光瑞
- 鮎川義介
- 藤山愛一郎

幹事
- 星野直樹
- 安倍源基
- 木村兵太郎
- 武藤章
- 佐藤賢了
- 岡敬純

## 関係文献
- 安達宏昭『「大東亜共栄圏」の経済構想-圏内産業と大東亜建設審議会』吉川弘文館2013年、オンデマンド版　2024年　ISBN　9784642738200

## 関係項目
- 大東亜共栄圏
- 大東亜省